# Luka Berberović
Luka Berberović (Morinj (Crna Gora), 1934.), crnogorski akademski slikar i likovni pedagog.

## Životopis
Rođen je 1934. godine u Morinju. Diplomirao je u Beogradu na odsjeku slikarstva Akademije za primijenjenu umjetnost 1958. godine. Član ULUCG od 1960. godina. Dugogodišnji profesor u hercegnovskoj Umjetničkoj školi (1959. – 1966.) pa na odsjeku slikarstva Pedagoške akademije u Nikšiću. Izlagao je preko 40 puta samostalno i na skupnim izložbama u zemlji i inozemstvu.

## Nagrade
Dobio je više prestižnih nagrada za likovni rad.